# Ernest Konon
Ernest Konon (ur. 16 marca 1974 w Jeleniej Górze) – polski piłkarz występujący na pozycji napastnika oraz trener.

## Kariera piłkarska
Ernest Konon piłkarską karierę rozpoczął w klubie ze swojego rodzinnego miasta – Karkonoszach Jelenia Góra. Jego dobra postawa w trzecioligowym zespole sprawiła, że w 1996 roku przeniósł się do KVVO Overpelt-Fabriek. Rok później przeszedł do czołowego zespołu belgijskiej ekstraklasy – KRC Genk. Z tą drużyną zdobył Puchar Belgii, jednak wystąpił tylko w dziesięciu ligowych meczach, co spowodowało, że podpisał kontrakt z Cercle Brugge. W nowym zespole od razu wywalczył sobie miejsce w podstawowym składzie.
Przed sezonem 2000/01 Konon został kupiony przez inny belgijski zespół – KRC Harelbeke. Występował w nim przez pół roku, po czym zasilił szeregi Enosis Neon Paralimni. Latem 2001 roku na zasadzie wypożyczenia trafił do Zagłębia Lubin. W barwach Miedziowych zadebiutował w polskiej Ekstraklasie, kiedy to 14 października zagrał pełne 90 minut w zremisowanym 2:2 spotkaniu z GKS-em Katowice. Do końca rundy wystąpił jeszcze w trzech innych ligowych pojedynkach.
Wiosną 2002 roku powrócił do cypryjskiej drużyny, jednak do końca sezonu nie wystąpił w żadnym oficjalnym meczu. Spowodowało to, że latem podpisał kontrakt z drugoligowym ŁKS-em. W łódzkiej drużynie grał przez pół roku, po czym przeniósł się do Śląska Wrocław. Po rozwiązaniu kontraktu z wrocławskim zespołem latem 2003 roku, był bardzo bliski przejścia do drużyny ligi izraelskiej – Maccabi Ahi Nazaret, ale kilka dni przed wyjazdem do Izraela, nieszczęśliwie poślizgnął się podczas zakupów w supermarkecie i zerwał więzadła krzyżowe prawej nogi, co ostatecznie uniemożliwiło mu przez dłuższy czas grę w piłkę nożna.
Po wyleczeniu ciężkiego uraz, Konon trenował kilka miesięcy z belgijskim Royal Antwerp, jednak 2 września 2004 roku podpisał kontrakt z Jagiellonią. Zadebiutował w niej trzy dni później w spotkaniu z Widzewem Łódź. Z białostockim zespołem w sezonie 2006/07 awansował do Ekstraklasy. W kolejnych rozgrywkach doznał kontuzji, przez co wystąpił w trzech ligowych meczach. W grudniu 2007 roku Kononowi wygasł kontrakt z Jagiellonią, a sam zawodnik nie był zainteresowany jego przedłużeniem. W styczniu 2008 roku wyjechał na testy do Sint-Truidense VV, jednak podpisał umowę z inną belgijską drużyną – KVK Tienen. W jej barwach do końca sezonu wystąpił w czternastu meczach i zdobył w nich sześć goli.
Latem 2008 roku powrócił do Polski i został zawodnikiem Korony Kielce. Zadebiutował w niej 7 września w ligowym spotkaniu ze Zniczem Pruszków. Swoją pierwszą bramkę zdobył niecały miesiąc później – 4 października – w wygranym 2:1 pojedynku z Motorem Lublin. W sezonie 2008/2009 był podstawowym zawodnikiem i wystąpił w 25 pojedynkach, jednak tylko w czterech z nich grał przez pełne 90 minut. Duet napastników tworzył wraz z Edim Andradiną. Korona zajęła w lidze trzecie miejsce i wywalczyła prawo gry w barażach o Ekstraklasę. Dzięki decyzji Komisji ds. Nagłych PZPN, awansowała jednak bezpośrednio.
Przed sezonem 2009/2010 do kieleckiego zespołu z wypożyczenia wrócił Krzysztof Gajtkowski, a klub dodatkowo zasilił Paweł Buśkiewicz. W pierwszych czterech spotkaniach Konon nie pojawił się na boisku. Słaba dyspozycja innych napastników spowodowała, że w spotkaniu z Cracovią, ówczesny trener Korony, Marek Motyka, wpuścił doświadczonego zawodnika w drugiej połowie. Konon zaprezentował się dobrze, dlatego w następnym meczu wyszedł w podstawowym składzie. 30 października 2009 roku w pojedynku z Wisłą Kraków zdobył pierwszego gola w Ekstraklasie. W przerwie zimowej do kadry zespołu dołączyli Maciej Tataj i Michał Zieliński, co spowodowało, że Konon nie mieścił się na ławce rezerwowych i nie zagrał w żadnym meczu. W maju 2010 roku zarząd klubu ogłosił, że jego kontrakt, który wygasł w czerwcu, nie zostanie przedłużony. 1 października 2010 zawodnik podpisał umowę z beniaminkiem II ligi Sokołem Sokółką. 1 marca 2011 roku związał się kontraktem z Lechem Rypin. Jednak po sezonie w którym Lech zajął drugie miejsce w III lidze ,tuż za Calisią Kalisz, klub nie przedłużył kontraktu z Kononem, który miał trwać do końca sezonu z możliwością jego przedłużenia. Od 2012 roku do 2014 Konon grał w III ligowym Dębie Dąbrowa Białostocka.

## Kariera trenerska
Od stycznia do marca 2015 roku pełnił funkcje trenera w III-ligowym Dębie Dąbrowa Białostocka. W kwietniu 2016 został razem z Piotrem Grzybem, asystentem trenera Mirosława Dymka w klubie MKS Kluczbork.

## Sukcesy

### KRC Genk
- Puchar Belgii: 1998